# Élections législatives de 2022 dans le Nord
Les élections législatives françaises de 2022 se déroulent les 12 et 19 juin 2022. Dans le département du Nord, vingt-et-un sièges de députés sont à pourvoir dans le cadre de vingt-et-une circonscriptions.

## Contexte

### Élections intermédiaires
L'écart des voix entre la liste RN victorieuse à l'échelle nationale et celle menée par Nathalie Loiseau aux élections européennes de 2019 est importante, la première atteignant presque 30 % et la seconde 19 %. Comme à l'échelle nationale, Europe Écologie Les Verts confirme sa percée dans le département, tandis que la liste insoumise de Manon Aubry dépasse celle des Républicains. Dans la préfecture, Lille plébiscite les écologistes avec presque 12 000 voix, soit seulement 200 de moins que celle de LREM.
Alors que la Majorité Présidentielle connait de lourdes défaites et déceptions durant les élections municipales de 2020, les faits sont quelque peu différents dans le département. Ce sont principalement les candidats centristes qui raflent la mise en remportant de nombreuses villes, notamment contre la droite, à Halluin, Lambersart, Le Cateau-Cambrésis et Pérenchies. Sur quelques centaines de villes de plus de 5 000 habitants, le centre, de facto, gagne 10 villes supplémentaires. Hormis à Aniche et Bailleul, la gauche ne parvient pas à récupérer les nombreuses villes perdues lors du scrutin précédent à Fourmies, Lallaing, Bruay-sur-l'Escaut, Condé-sur-l'Escaut, Halluin, Hazebrouck, Le Quesnoy, Loos, Lys-lez-Lannoy, Maubeuge, Merville, Nieppe, Quiévrechain, Roubaix, Sainghin-en-Weppes, Sin-le-Noble, Tourcoing, Wavrin et Wormhout. Si La France insoumise récupère Faches-Thumesnil, le PCF poursuit son érosion avec les pertes de Marly et Seclin. On note la percée des écologistes à Lille qui bénéficient d'une véritable ''vague verte'' à l'échelle nationale et qui obtiennent 200 voix de moins seulement face à Martine Aubry, mairesse de la ville depuis 20 ans.
Après la débâcle de la gauche aux élections régionales de 2015 dans les Hauts de France, l'union autour de Karima Delli permet à la gauche de récupérer 14 sièges nordistes, en obtenant 1 voix sur 4 au second tour dans le département. Le Rassemblement national obtient un score quelque peu similaire, mais c'est bien la droite qui se démarque du lot en obtenant plus de 50 % des voix, alors que Xavier Bertrand est dans un cas de triangulaire. Si la Majorité Présidentielle est balayée, détruite, dans la région, en peinant à se qualifier au second tour avec ses 9 %, le Nord offre à Laurent Pietraszewski un peu plus de 10 points. La ville préfectorale plébiscite la liste d'union de la gauche durant les deux tours en lui offrant environ 1 voix sur 2 (48 % au premier tour, 52 au second).
Simultanément, les élections départementales permettent à la droite de conserver sa majorité en cédant de justesse un unique canton -celui d'Anzin- à la gauche. Le scrutin est marqué par la percée des candidats EELV à Lille, qui remportent trois cantons (dont celui de Lille-4 avec Génération.s) sur le PS. On note l'élection du ministre de l'Intérieur, Gérald Darmanin, dans le canton de Tourcoing et la députée de la sixième circonscription, Charlotte Parmentier-Lecocq, dans le canton de Templeuve-en-Pévèle.

### Résultats de l'élection présidentielle de 2022 par circonscription
| Circonscription | 1er tour | 1er tour | 1er tour | 1er tour | 1er tour  | 1er tour |         | 2d tour | 2d tour | 2d tour | 2d tour |
| Circonscription | Macron   | +/-      | Le Pen   | +/-      | Mélenchon | +/-      | Macron  | +/-     | Le Pen  | +/-     |         |
| --------------- | -------- | -------- | -------- | -------- | --------- | -------- | ------- | ------- | ------- | ------- | ------- |
| Circonscription |          |          |          |          |           |          |         |         |         |         |         |
| 1re             | 24,54 %  | 0,53     | 13,07 %  | 2,39     | 41,78 %   | 11,37    | 74,54 % | 1,79    | 25,46 % | 1,79    |         |
| 2e              | 24,12 %  | 0,64     | 15,97 %  | 2,04     | 36,48 %   | 7,8      | 70,48 % | 2,18    | 29,52 % | 2,18    |         |
| 3e              | 20,66 %  | 4,76     | 39,03 %  | 2,59     | 20,63 %   | 0,12     | 40,38 % | 5,81    | 59,62 % | 5,81    |         |
| 4e              | 36,25 %  | 9,64     | 18,07 %  | 0,34     | 20,51 %   | 2,4      | 69,14 % | 2,67    | 30,86 % | 2,67    |         |
| 5e              | 29,78 %  | 8,06     | 28,45 %  | 0,79     | 18,33 %   | 0,81     | 55,18 % | 2,68    | 44,82 % | 2,68    |         |
| 6e              | 35,20 %  | 10,91    | 23,87 %  | 1,2      | 15,35 %   | 0,46     | 61,69 % | 3,06    | 38,31 % | 3,06    |         |
| 7e              | 31,59 %  | 8,62     | 19,92 %  | 0,21     | 25,90 %   | 4,34     | 65,73 % | 3,16    | 34,27 % | 3,16    |         |
| 8e              | 20,97 %  | 0,56     | 22,89 %  | 2,09     | 41,15 %   | 11,55    | 59,26 % | 4,52    | 40,74 % | 4,52    |         |
| 9e              | 36,58 %  | 11,53    | 13,72 %  | 0,11     | 23,53 %   | 5,15     | 73,72 % | 3,2     | 26,28 % | 3,22    |         |
| 10e             | 28,92 %  | 9,12     | 26,20 %  | 0,67     | 24,74 %   | 3,33     | 57,20 % | 2,46    | 42,80 % | 2,46    |         |
| 11e             | 28,43 %  | 6,36     | 22,02 %  | 0,52     | 26,42 %   | 3,66     | 62,37 % | 3,05    | 37,63 % | 3,05    |         |
| 12e             | 21,65 %  | 5,75     | 39,56 %  | 3,54     | 15,91 %   | 3,54     | 39,21 % | 5,13    | 60,79 % | 5,13    |         |
| 13e             | 22,60 %  | 5,91     | 33,45 %  | 0,48     | 24,55 %   | 0,08     | 46,20 % | 3,82    | 53,80 % | 3,82    |         |
| 14e             | 27,34 %  | 9,09     | 34,96 %  | 2,34     | 14,46 %   | 2,52     | 45,99 % | 3,96    | 54,01 % | 3,96    |         |
| 15e             | 28,42 %  | 9,13     | 32,93 %  | 3,12     | 15,20 %   | 2,13     | 48,82 % | 4,87    | 51,18 % | 4,87    |         |
| 16e             | 18,70 %  | 3,76     | 40,24 %  | 3,18     | 20,56 %   | 5,53     | 37,44 % | 6,05    | 62,56 % | 6,05    |         |
| 17e             | 22,26 %  | 4,77     | 35,55 %  | 2,66     | 21,58 %   | 0,63     | 44,45 % | 5,79    | 55,55 % | 5,79    |         |
| 18e             | 23,39 %  | 6,4      | 40,24 %  | 4,61     | 14,17 %   | 2,35     | 39,03 % | 5,79    | 60,97 % | 5,79    |         |
| 19e             | 17,75 %  | 3,01     | 42,42 %  | 3,06     | 19,29 %   | 4,47     | 36,64 % | 5,03    | 63,36 % | 5,03    |         |
| 20e             | 19,27 %  | 3,5      | 36,94 %  | 0,65     | 17,40 %   | 5,1      | 39,96 % | 4,02    | 60,04 % | 4,02    |         |
| 21e             | 24,61 %  | 5,61     | 31,84 %  | 1,5      | 20,19 %   | 1,06     | 48,17 % | 5,11    | 51,83 % | 5,11    |         |

## Système électoral
Les élections législatives ont lieu au scrutin uninominal majoritaire à deux tours dans des circonscriptions uninominales.
Est élu au premier tour le candidat qui réunit la majorité absolue des suffrages exprimés et un nombre de voix au moins égal au quart (25 %) des électeurs inscrits dans la circonscription. Si aucun des candidats ne satisfait ces conditions, un second tour est organisé entre les candidats ayant réuni un nombre de voix au moins égal à un huitième des inscrits (12,5 %) ; les deux candidats arrivés en tête du premier tour se maintiennent néanmoins par défaut si un seul ou aucun d'entre eux n'a atteint ce seuil. Au second tour, le candidat arrivé en tête est déclaré élu.
Le seuil de qualification basé sur un pourcentage du total des inscrits et non des suffrages exprimés rend plus difficile l'accès au second tour lorsque l'abstention est élevée. Le système permet en revanche l'accès au second tour de plus de deux candidats si plusieurs d'entre eux franchissent le seuil de 12,5 % des inscrits. Les candidats en lice au second tour peuvent ainsi être trois, un cas de figure appelé « triangulaire ». Les second tours où s'affrontent quatre candidats, appelés « quadrangulaire » sont également possibles, mais beaucoup plus rares.

### Partis et nuances
Les résultats des élections sont publiés en France par le ministère de l'Intérieur, qui classe les partis en leur attribuant des nuances politiques. Ces dernières sont décidées par les préfets, qui les attribuent indifféremment de l'étiquette politique déclarée par les candidats, qui peut être celle d'un parti ou une candidature sans étiquette.
En 2022, seules les coalitions Ensemble (ENS) et Nouvelle Union populaire écologique et sociale (NUP), ainsi que le Parti radical de gauche (RDG), l'Union des démocrates et indépendants (UDI), Les Républicains (LR), le Rassemblement national (RN) et Reconquête (REC) se voient attribuer  une nuance propre,,.
Tous les autres partis se voient attribuer l'une ou l'autre des nuances suivantes : DXG (divers extrême gauche), DVG (divers gauche), ECO (écologiste), REG (régionaliste), DVC (divers centre), DVD (divers droite), DSV (droite souverainiste) et DXD (divers extrême droite). Des partis comme Debout la France ou Lutte ouvrière ne disposent ainsi pas de nuance propre, et leurs résultats nationaux ne sont pas publiés séparément par le ministère, car mélangés avec d'autres partis (respectivement dans les nuances DSV et DXG),.

## Résultats

### Élus
| Circonscription                                 | Député sortant                                          | Député sortant  | Député sortant  | Député sortant | Député élu ou réélu         | Député élu ou réélu | Député élu ou réélu | Député élu ou réélu |
| Circonscription                                 | Nom                                                     | Parti ou nuance | Parti ou nuance | Groupe         | Nom                         | Parti ou nuance     | Parti ou nuance     | Groupe              |
| ----------------------------------------------- | ------------------------------------------------------- | --------------- | --------------- | -------------- | --------------------------- | ------------------- | ------------------- | ------------------- |
| 1re                                             | Adrien Quatennens                                       |                 | LFI             | LFI            | Adrien Quatennens           |                     | LFI                 | LFI                 |
| 2e                                              | Ugo Bernalicis                                          |                 | LFI             | LFI            | Ugo Bernalicis              |                     | LFI                 | LFI                 |
| 3e                                              | Christophe Di Pompeo                                    |                 | LREM            | LREM           | Benjamin Saint-Huile        |                     | DVG                 | NI                  |
| 4e                                              | Brigitte Liso                                           |                 | LREM            | LREM           | Brigitte Liso               |                     | LREM                | RE                  |
| 5e                                              | Sébastien Huyghe                                        |                 | LR              | LR             | Victor Catteau              |                     | RN                  | RN                  |
| 6e                                              | Charlotte Parmentier-Lecocq                             |                 | LREM            | LREM           | Charlotte Parmentier-Lecocq |                     | LREM                | RE                  |
| 7e                                              | Valérie Six                                             |                 | UDI             | UDI            | Félicie Gérard              |                     | HOR                 | HOR                 |
| 8e                                              | Catherine Osson                                         |                 | LREM - TdP      | LREM           | David Guiraud               |                     | LFI                 | LFI                 |
| 9e                                              | Valérie Petit*                                          |                 | HOR             | AE             | Violette Spillebout         |                     | LREM                | RE                  |
| 10e                                             | Vincent Ledoux                                          |                 | Agir            | AE             | Gérald Darmanin             |                     | LREM                | RE                  |
| 11e                                             | Florence Morlighem* suppléante de Laurent Pietraszewski |                 | LREM            | app. LREM      | Roger Vicot                 |                     | PS                  | SOC                 |
| 12e                                             | Anne-Laure Cattelot                                     |                 | LREM            | LREM           | Michaël Taverne             |                     | LAF - RN            | RN                  |
| 13e                                             | Christian Hutin*                                        |                 | MDC             | app. SOC       | Christine Decodts           |                     | app. LREM           | RE                  |
| 14e                                             | Paul Christophe                                         |                 | Agir - HOR      | AE             | Paul Christophe             |                     | Agir - HOR          | HOR                 |
| 15e                                             | Jennifer De Temmerman*                                  |                 | DVG             | LT             | Pierrick Berteloot          |                     | RN                  | RN                  |
| 16e                                             | Alain Bruneel                                           |                 | PCF             | GDR            | Matthieu Marchio            |                     | RN                  | RN                  |
| 17e                                             | Dimitri Houbron                                         |                 | HOR - Agir      | AE             | Thibaut François            |                     | RN                  | RN                  |
| 18e                                             | Guy Bricout                                             |                 | UDI             | UDI            | Guy Bricout                 |                     | UDI                 | LIOT                |
| 19e                                             | Sébastien Chenu                                         |                 | RN              | NI             | Sébastien Chenu             |                     | RN                  | RN                  |
| 20e                                             | Fabien Roussel                                          |                 | PCF             | GDR            | Fabien Roussel              |                     | PCF                 | GDR                 |
| 21e                                             | Béatrice Descamps                                       |                 | UDI             | UDI            | Béatrice Descamps           |                     | UDI - PRV           | LIOT                |
| * député sortant ne se représentant pas en 2022 |                                                         |                 |                 |                |                             |                     |                     |                     |

### Taux de participation
| Taux de participation | 1er tour | 1er tour | 1er tour   | 2d tour | 2d tour | 2d tour    | Différence entre les deux tours |
| Taux de participation | En 2017  | En 2022  | Différence | En 2017 | En 2022 | Différence | Différence entre les deux tours |
| --------------------- | -------- | -------- | ---------- | ------- | ------- | ---------- | ------------------------------- |
| À midi                | 16,55 %  | 15,78 %  | 0,77       | 15,85 % | 13,63 % | 2,22       | 2,15                            |
| À 17 heures           | 36,96 %  | 37,30 %  | 0,34       | 34,10 % | 34,15 % | 0,05       | 3,15                            |
| Final                 | 45,96 %  | 45,65 %  | 0,31       | 40,54 % | 43,39 % | 2,85       | 2,26                            |

### Résultats à l'échelle du département

#### Résultats par coalition
| Parti et coalition                                           | Parti et coalition                                           | Parti et coalition                              | Premier tour | Premier tour | Premier tour | Second tour   | Second tour   | Second tour | Total Sièges  | +/-           |
| Parti et coalition                                           | Parti et coalition                                           | Parti et coalition                              | Voix         | %            | Sièges       | Voix          | %             | Sièges      | Total Sièges  | +/-           |
| ------------------------------------------------------------ | ------------------------------------------------------------ | ----------------------------------------------- | ------------ | ------------ | ------------ | ------------- | ------------- | ----------- | ------------- | ------------- |
|                                                              |                                                              | La France insoumise (LFI)                       | 108 243      | 13,64        | 0            | 87 526        | 11,98         | 3           | 3             | 1             |
|                                                              | Europe Écologie Les Verts (EELV)                             | 42 964                                          | 5,41         | 0            | 68 012       | 9,31          | 0             | 0           | en stagnation |               |
|                                                              | Parti communiste français (PCF)                              | 30 983                                          | 3,90         | 0            | 45 621       | 6,24          | 1             | 1           | 1             |               |
|                                                              | Parti socialiste (PS)                                        | 20 688                                          | 2,61         | 0            | 22 143       | 3,03          | 1             | 1           | 1             |               |
|                                                              | Révolution écologique pour le vivant (REV)                   | 7 059                                           | 0,89         | 0            | 11 957       | 1,64          | 0             | 0           | Nv            |               |
| Total Nouvelle Union populaire écologique et sociale (NUPES) | Total Nouvelle Union populaire écologique et sociale (NUPES) | 209 937                                         | 26,45        | 0            | 235 259      | 32,19         | 5             | 5           | 1             |               |
|                                                              |                                                              | Rassemblement national (RN)                     | 176 947      | 22,29        | 0            | 189 029       | 25,86         | 5           | 5             | 4             |
|                                                              | L'Avenir français - Rassemblement national (LAF - RN)        | 17 917                                          | 2,26         | 0            | 20 415       | 2,79          | 1             | 1           | Nv            |               |
| Total Rassemblement national et alliés (RN)                  | Total Rassemblement national et alliés (RN)                  | 194 864                                         | 24,55        | 0            | 209 444      | 28,66         | 6             | 6           | 5             |               |
|                                                              |                                                              | La République en marche (LREM)                  | 138 159      | 17,40        | 0            | 169 141       | 23,14         | 5           | 5             | 4             |
|                                                              | Horizons (H)                                                 | 16 232                                          | 2,04         | 0            | 29 954       | 4,09          | 1             | 1           | Nv            |               |
|                                                              | Agir                                                         | 15 582                                          | 1,96         | 0            | 22 916       | 3,14          | 1             | 1           | Nv            |               |
|                                                              | Mouvement démocrate (MoDem)                                  | 11 316                                          | 1,43         | 0            | 9 284        | 1,27          | 0             | 0           | en stagnation |               |
|                                                              | Refondation républicaine (RR)                                | 8 084                                           | 1,02         | 0            |              |               |               | 0           | Nv            |               |
| Total Ensemble (ENS)                                         | Total Ensemble (ENS)                                         | 189 373                                         | 23,86        | 0            | 231 295      | 31,65         | 7             | 7           | 2             |               |
|                                                              |                                                              | Les Républicains (LR)                           | 52 128       | 6,57         | 0            |               |               |             | 0             | 3             |
|                                                              | Union des démocrates et indépendants (UDI)                   | 36 050                                          | 4,54         | 0            | 36 410       | 4,98          | 2             | 2           | 1             |               |
| Total Union de la droite et du centre (UDC)                  | Total Union de la droite et du centre (UDC)                  | 88 178                                          | 11,11        | 0            | 36 410       | 4,98          | 2             | 2           | 4             |               |
|                                                              |                                                              | Reconquête ! (REC)                              | 24 229       | 3,05         | 0            |               |               |             | 0             | Nv            |
|                                                              | Mouvement conservateur (MC)                                  | 966                                             | 0,12         | 0            | 0            | Nv            |               |             |               |               |
|                                                              | Centre national des indépendants et paysans (CNIP)           | 813                                             | 0,10         | 0            | 0            | Nv            |               |             |               |               |
| Total Reconquête ! et alliés (REC)                           | Total Reconquête ! et alliés (REC)                           | 26 008                                          | 3,28         | 0            | 0            | Nv            |               |             |               |               |
|                                                              | Parti animaliste (PA)                                        | Parti animaliste (PA)                           | 17 782       | 2,24         | 0            | 0             | en stagnation |             |               |               |
|                                                              | Lutte ouvrière (LO)                                          | Lutte ouvrière (LO)                             | 10 900       | 1,37         | 0            | 0             | en stagnation |             |               |               |
|                                                              | Dissidents Les Républicains                                  | Dissidents Les Républicains                     | 8 433        | 1,06         | 0            | 0             | en stagnation |             |               |               |
|                                                              |                                                              | Les Patriotes (LP)                              | 5 035        | 0,63         | 0            | 0             | Nv            |             |               |               |
|                                                              | Debout la France (DLF)                                       | 1 321                                           | 0,17         | 0            | 0            | en stagnation |               |             |               |               |
| Total Union pour la France (UPF)                             | Total Union pour la France (UPF)                             | 6 356                                           | 0,80         | 0            | 0            | en stagnation |               |             |               |               |
|                                                              | Dissidents Union des démocrates et indépendants              | Dissidents Union des démocrates et indépendants | 5 390        | 0,68         | 0            | 0             | Nv            |             |               |               |
|                                                              | Dissidents Ensemble                                          | Dissidents Ensemble                             | 4 004        | 0,50         | 0            | 0             | Nv            |             |               |               |
|                                                              | Parti radical de gauche (PRG)                                | Parti radical de gauche (PRG)                   | 3 279        | 0,41         | 0            | 0             | en stagnation |             |               |               |
|                                                              |                                                              | Le Trèfle - Les nouveaux écologistes (LT-LNÉ)   | 2 995        | 0,38         | 0            | 0             | en stagnation |             |               |               |
| Total Tous unis pour le vivant (TUPV)                        | Total Tous unis pour le vivant (TUPV)                        | 2 995                                           | 0,38         | 0            | 0            | en stagnation |               |             |               |               |
|                                                              | Dissidents NUPES                                             | Dissidents NUPES                                | 2 757        | 0,35         | 0            | 0             | Nv            |             |               |               |
|                                                              | Le Mouvement de la ruralité (LMR)                            | Le Mouvement de la ruralité (LMR)               | 2 724        | 0,34         | 0            | 0             | en stagnation |             |               |               |
|                                                              | Écologie au centre (ÉAC)                                     | Écologie au centre (ÉAC)                        | 1 756        | 0,22         | 0            | 0             | en stagnation |             |               |               |
|                                                              | Volt France (Volt)                                           | Volt France (Volt)                              | 1 488        | 0,19         | 0            | 0             | Nv            |             |               |               |
|                                                              |                                                              | Union des centristes et des écologistes (UCE)   | 1 241        | 0,16         | 0            | 0             | Nv            |             |               |               |
| Total Les écologistes avec la majorité présidentielle (ÉMP)  | Total Les écologistes avec la majorité présidentielle (ÉMP)  | 1 241                                           | 0,16         | 0            | 0            | Nv            |               |             |               |               |
|                                                              | Résistons (RES)                                              | Résistons (RES)                                 | 1 131        | 0,14         | 0            | 0             | Nv            |             |               |               |
|                                                              | Parti des citoyens européens (PACE)                          | Parti des citoyens européens (PACE)             | 782          | 0,10         | 0            | 0             | en stagnation |             |               |               |
|                                                              | Parti ouvrier indépendant démocratique (POID)                | Parti ouvrier indépendant démocratique (POID)   | 768          | 0,10         | 0            | 0             | en stagnation |             |               |               |
|                                                              |                                                              | Sans étiquette                                  | 527          | 0,07         | 0            | 0             | Nv            |             |               |               |
| Total Fédération de la gauche républicaine (FGR)             | Total Fédération de la gauche républicaine (FGR)             | 527                                             | 0,07         | 0            | 0            | 1             |               |             |               |               |
|                                                              | Union des démocrates musulmans français (UDMF)               | Union des démocrates musulmans français (UDMF)  | 507          | 0,06         | 0            | 0             | Nv            |             |               |               |
|                                                              | Ensemble pour les libertés (EPL)                             | Ensemble pour les libertés (EPL)                | 443          | 0,06         | 0            | 0             | Nv            |             |               |               |
|                                                              | Parti pirate (PP)                                            | Parti pirate (PP)                               | 263          | 0,03         | 0            | 0             | en stagnation |             |               |               |
|                                                              | Autres partis                                                | Autres partis                                   | 694          | 0,09         | 0            | 0             | en stagnation |             |               |               |
|                                                              | Sans étiquette (SE)                                          | Sans étiquette (SE)                             | 11 211       | 1,41         | 0            | 18 448        | 2,52          | 1           | 1             | 1             |
|                                                              |                                                              |                                                 |              |              |              |               |               |             |               |               |
| Suffrages exprimés                                           | Suffrages exprimés                                           | Suffrages exprimés                              | 793 791      | 97,96        |              | 730 856       | 92,51         |             |               |               |
| Votes blancs                                                 | Votes blancs                                                 | Votes blancs                                    | 12 015       | 1,48         | 42 806       | 5,42          |               |             |               |               |
| Votes nuls                                                   | Votes nuls                                                   | Votes nuls                                      | 4 554        | 0,56         | 16 339       | 2,07          |               |             |               |               |
| Total                                                        | Total                                                        | Total                                           | 810 360      | 100          | 0            | 790 001       | 100           | 21          | 21            | en stagnation |
| Abstentions                                                  | Abstentions                                                  | Abstentions                                     | 1 009 820    | 55,48        |              | 1 030 566     | 56,61         |             |               |               |
| Inscrits/Participation                                       | Inscrits/Participation                                       | Inscrits/Participation                          | 1 820 180    | 44,52        | 1 820 567    | 43,39         |               |             |               |               |

#### Résultats par nuance
| Nuance                 | Nuance                                         | Nuance                 | Premier tour | Premier tour | Premier tour | Second tour | Second tour   | Second tour | Total Sièges | +/-           |
| Nuance                 | Nuance                                         | Nuance                 | Voix         | %            | Sièges       | Voix        | %             | Sièges      | Total Sièges | +/-           |
| ---------------------- | ---------------------------------------------- | ---------------------- | ------------ | ------------ | ------------ | ----------- | ------------- | ----------- | ------------ | ------------- |
|                        | Nouvelle Union populaire écologique et sociale | NUP                    | 209 937      | 26,45        | 0            | 235 259     | 32,19         | 5           | 5            | 1             |
|                        | Rassemblement national                         | RN                     | 194 864      | 24,55        | 0            | 209 444     | 28,66         | 6           | 6            | 5             |
|                        | Ensemble !                                     | ENS                    | 189 373      | 23,86        | 0            | 231 295     | 31,65         | 7           | 7            | 2             |
|                        | Les Républicains                               | LR                     | 57 038       | 7,19         | 0            |             |               |             | 0            | 3             |
|                        | Divers droite                                  | DVD                    | 33 078       | 4,17         | 0            | 17 199      | 2,35          | 1           | 1            | 1             |
|                        | Reconquête                                     | REC                    | 26 008       | 3,28         | 0            |             |               |             | 0            | en stagnation |
|                        | Écologiste                                     | ECO                    | 22 533       | 2,84         | 0            | 0           | en stagnation |             |              |               |
|                        | Union des démocrates et indépendants           | UDI                    | 19 371       | 2,44         | 0            | 19 211      | 2,63          | 1           | 1            | 2             |
|                        | Extrême gauche                                 | DXG                    | 11 668       | 1,47         | 0            |             |               |             | 0            | en stagnation |
|                        | Divers gauche                                  | DVG                    | 10 091       | 1,27         | 0            | 18 448      | 2,52          | 1           | 1            | en stagnation |
|                        | Droite souverainiste                           | DSV                    | 6 356        | 0,80         | 0            |             |               |             | 0            | en stagnation |
|                        | Divers                                         | DIV                    | 5 333        | 0,67         | 0            | 0           | en stagnation |             |              |               |
|                        | Divers centre                                  | DVC                    | 4 862        | 0,61         | 0            | 0           | Nv            |             |              |               |
|                        | Parti radical de gauche                        | RDG                    | 3 279        | 0,41         | 0            | 0           | en stagnation |             |              |               |
|                        |                                                |                        |              |              |              |             |               |             |              |               |
| Suffrages exprimés     | Suffrages exprimés                             | Suffrages exprimés     | 793 791      | 97,96        |              | 730 856     | 92,51         |             |              |               |
| Votes blancs           | Votes blancs                                   | Votes blancs           | 12 015       | 1,48         | 42 806       | 5,42        |               |             |              |               |
| Votes nuls             | Votes nuls                                     | Votes nuls             | 4 554        | 0,56         | 16 339       | 2,07        |               |             |              |               |
| Total                  | Total                                          | Total                  | 810 360      | 100          | 0            | 790 001     | 100           | 21          | 21           | en stagnation |
| Abstentions            | Abstentions                                    | Abstentions            | 1 009 820    | 55,48        |              | 1 030 566   | 56,61         |             |              |               |
| Inscrits/Participation | Inscrits/Participation                         | Inscrits/Participation | 1 820 180    | 44,52        | 1 820 567    | 43,39       |               |             |              |               |

### Cartes

Nuance politique des candidats arrivés en tête dans chaque commune au 1er tour.
Nuance politique des candidats arrivés en tête dans chaque commune au 2e tour.

### Analyse
Le paysage politique du Nord évolue au cours de ces élections législatives. On remarque une nette progression du RN, une progression plus timide pour la gauche, un recul net de la droite et la majorité présidentielle qui perd plusieurs élus, tout en compensant partiellement avec d’autres sièges.
Le RN passe de un à six sièges après des élections présidentielles remportées par Marine Le Pen dans 10 secteurs sur 21. À gauche, avec diverses sensibilités, le compteur passe de cinq à six députés par rapport à 2017. La majorité présidentielle passe de 11 sièges avant les élections, en comptant les ralliements ultérieurs à 2017, à 7. À droite, LR perd son dernier député, après la défection en cours de mandat de ses deux autres élus de 2017, Vincent Ledoux et Paul Christophe. Cependant, l’UDI conserve deux de ses trois sièges.
À l’extrême droite, après une implantation réussie dans le bassin minier dans le Pas-de-Calais en 2017, le RN parvient à étendre son influence surtout dans cette région au-delà du seul siège de Sébastien Chenu, obtenu cinq ans plus tôt. Malgré son échec en 2020 aux municipales de Denain, ce dernier parvient à tenir largement son fief. Face à lui, la gauche est cette fois unie et atteint le second tour mais ne parvient pas à récupérer ce siège autrefois socialiste ni à empêcher la progression du score du député sortant.
Trois sièges voisins basculent également. Dans le bassin minier, le siège de Douai voit Thibaut François, conseiller municipal de la ville, prendre sa revanche sur Dimitri Houbron, le député sortant marcheur qui l’avait battu en 2017. À Sin-le-Noble, secteur communiste depuis 1988, le RN s’impose de peu sur le député sortant, avec l’élection de Matthieu Marchio, jeune conseiller municipal de Somain. Plus au sud, la jeune députée marcheuse Anne-Laure Cattelot est elle aussi défaite par Michaël Taverne, transfuge de DLF.
Deux sièges supplémentaires rallient le RN, plus au nord. Pierrick Berteloot, 23 ans, l’emporte confortablement sur la candidate NUPES à Hazebrouck-Bailleul. Enfin, le secteur de Seclin sanctionne son député LR, Sébastien Huyghe, dès le premier tour. Ce dernier avait été élu pour la première fois en défaisant Martine Aubry en 2002. Après un duel serré avec la gauche, c’est Victor Catteau, jeune candidat également et transfuge de l’UMP, qui l’emporte finalement.
À gauche, si les communistes reculent dans le bassin minier, les insoumis assoient leur influence sur Lille et sa banlieue. Après son élection sur le fil en 2017, Adrien Quatennens dépasse les 50 % dès le premier tour et l’emporte largement. Ugo Bernalicis est, lui aussi, réélu confortablement. À Roubaix, David Guiraud défait largement la députée marcheuse sortante, Catherine Osson. Du côté des communistes, si Alain Bruneel n’est pas reconduit, le secrétaire national du parti, Fabien Roussel, parvient à repousser le RN sur ses terres de Saint-Amand-les-Eaux. Les socialistes du Nord parviennent à revenir à l’Assemblée avec l’élection de Roger Vicot à Lille-Armentières. Celui-ci défait le secrétaire d’état sortant, Laurent Pietraszewski.
Un cas « particulier » émerge dans la troisième circonscription au sud-est du département. Le premier tour place la candidate RN largement en tête devant le député sortant marcheur, Christophe Di Pompeo et la candidate NUPES, la socialiste Sophie Villette. Mais ces deux derniers sont éliminés au profit de Benjamin Saint-Huile, par ailleurs soutenu par 29 maires de la circonscription. Saint-Huile était le premier secrétaire du PS du Nord jusqu’en février 2022. Malgré un retard important au premier tour, l’ancien socialiste l’emporte dans un duel serré.
Du côté de l’UDC, l’UDI conserve deux députés. Valenciennes, au centre droit depuis la première élection de Jean-Louis Borloo en 1993, reste largement acquise à la députée sortante, Béatrice Descamps. La lutte est plus serrée à Cambrai. Le sortant Guy Bricout devait notamment faire face à la candidature dissidente de son suppléant, Pierre-Antoine Villain, fils de son prédécesseur, François-Xavier Villain. Bricout parvient à atteindre le second tour et à défaire la candidate RN avec 443 voix d’avance.
La troisième députée sortante UDI Valérie Six a moins de chance que ses anciens collègues. Celle qui avait succédé en 2020, en sa qualité de suppléante, à Francis Vercamer, est battue dès le premier tour avec près de 3000 voix de retard. C’est la candidate Horizons, Félicie Gérard, adjointe au maire de Wasquehal qui s’impose pour la remplacer.
Pour le reste, du côté de la majorité présidentielle, six sièges sont perdus par rapport à 2017 mais deux sont conquis. En plus du siège de Valérie Six, une bascule s’effectue à Dunkerque où Christian Hutin, député de centre gauche depuis 2007, ne se représentait pas. C’est Christine Decodts qui s’impose. L’adjointe au maire centriste de Dunkerque parvient à se défaire du RN au deuxième tour. À Lille et à proximité, Brigitte Liso est aisément réélue à Lille-nord-ouest tout comme le ministre de l’intérieur, Gérald Darmanin, à Tourcoing. Violette Spillebout, candidate malheureuse aux municipales lilloises deux ans plus tôt, prend la suite de Valérie Petit avec un score très confortable. La victoire est encore plus large pour Charlotte Parmentier-Lecocq à Orchies, plus au sud. La marcheuse obtient un deuxième mandat avec plus de 63 % des voix face à la candidate NUPES. Enfin, Paul Christophe, élu en 2017 avec le soutien de LR, est réélu pour la majorité présidentielle face au RN qui progresse largement dans son secteur de Gravelines.

### Résultats par circonscription

#### Première circonscription
Député sortant : Adrien Quatennens (La France insoumise)
| Candidat                 | Candidat                 | Parti et coalition       | Nuance                   | Premier tour | Premier tour | Second tour | Second tour |
| Candidat                 | Candidat                 | Parti et coalition       | Nuance                   | Voix         | %            | Voix        | %           |
| ------------------------ | ------------------------ | ------------------------ | ------------------------ | ------------ | ------------ | ----------- | ----------- |
|                          | Adrien Quatennens        | LFI (NUPES)              | NUP                      | 15 000       | 52,05        | 17 428      | 65,24       |
|                          | Vanessa Duhamel          | MoDem (ENS)              | ENS                      | 6 071        | 21,07        | 9 284       | 34,76       |
|                          | Carole Leclercq          | RN                       | RN                       | 2 960        | 10,27        |             |             |
|                          | Thomas Fabre             | UDI (UDC)                | UDI                      | 1 984        | 6,88         |             |             |
|                          | Mai Rimlinger            | REC                      | REC                      | 782          | 2,71         |             |             |
|                          | Audric Alexandre,        | PACE                     | DIV                      | 782          | 2,71         |             |             |
|                          | Constance Godest         | PA                       | ECO                      | 669          | 2,32         |             |             |
|                          | Pierre Madelain          | LO                       | DXG                      | 277          | 0,96         |             |             |
|                          | Jonathan Lefrancq        | PRC                      | DIV                      | 237          | 0,82         |             |             |
|                          | Frédéric Chaouat         | LSP                      | DIV                      | 50           | 0,17         |             |             |
|                          | Hugo Desmarchelier       | PP                       | DIV                      | 6            | 0,02         |             |             |
|                          |                          |                          |                          |              |              |             |             |
| Votes valides            | Votes valides            | Votes valides            | Votes valides            | 28 818       | 98,30        | 26 712      | 94,77       |
| Votes blancs             | Votes blancs             | Votes blancs             | Votes blancs             | 351          | 1,20         | 1 037       | 3,68        |
| Votes nuls               | Votes nuls               | Votes nuls               | Votes nuls               | 148          | 0,50         | 437         | 1,55        |
| Total                    | Total                    | Total                    | Total                    | 29 317       | 100          | 28 186      | 100         |
| Abstention               | Abstention               | Abstention               | Abstention               | 34 907       | 54,35        | 36 057      | 56,13       |
| Inscrits / participation | Inscrits / participation | Inscrits / participation | Inscrits / participation | 64 224       | 45,65        | 64 243      | 43,87       |

#### Deuxième circonscription
Député sortant : Ugo Bernalicis (La France insoumise)
| Candidat                 | Candidat                 | Parti et coalition       | Nuance                   | Premier tour | Premier tour | Second tour | Second tour |
| Candidat                 | Candidat                 | Parti et coalition       | Nuance                   | Voix         | %            | Voix        | %           |
| ------------------------ | ------------------------ | ------------------------ | ------------------------ | ------------ | ------------ | ----------- | ----------- |
|                          | Ugo Bernalicis           | LFI (NUPES)              | NUP                      | 17 212       | 43,49        | 21 740      | 58,00       |
|                          | Rudy Elegeest,           | LREM (ENS)               | ENS                      | 9 823        | 24,82        | 15 743      | 42,00       |
|                          | Philippe Guérard         | RN                       | RN                       | 5 328        | 13,46        |             |             |
|                          | Caroline Boisard-Vannier | LR (UDC)                 | LR                       | 3 106        | 7,85         |             |             |
|                          | Monique Delevallet       | REC                      | REC                      | 1 344        | 3,40         |             |             |
|                          | Virginie Chauchoy        | PA                       | ECO                      | 1 041        | 2,63         |             |             |
|                          | Pascale Rougée           | LO                       | DXG                      | 508          | 1,28         |             |             |
|                          | Nordine Aassi            | UDMF                     | DIV                      | 507          | 1,28         |             |             |
|                          | Nicolas Karasiewicz      | UVNT                     | DVC                      | 407          | 1,03         |             |             |
|                          | Marie Savage             | POID                     | DXG                      | 300          | 0,76         |             |             |
|                          |                          |                          |                          |              |              |             |             |
| Votes valides            | Votes valides            | Votes valides            | Votes valides            | 39 576       | 98,01        | 37 483      | 94,58       |
| Votes blancs             | Votes blancs             | Votes blancs             | Votes blancs             | 558          | 1,38         | 1 424       | 3,59        |
| Votes nuls               | Votes nuls               | Votes nuls               | Votes nuls               | 246          | 0,61         | 725         | 1,83        |
| Total                    | Total                    | Total                    | Total                    | 40 380       | 100          | 39 632      | 100         |
| Abstention               | Abstention               | Abstention               | Abstention               | 46 451       | 53,50        | 47 223      | 54,37       |
| Inscrits / participation | Inscrits / participation | Inscrits / participation | Inscrits / participation | 86 831       | 46,50        | 86 855      | 45,63       |

#### Troisième circonscription
Député sortant : Christophe Di Pompeo (La République en marche)
| Candidat                 | Candidat                 | Parti et coalition       | Nuance                   | Premier tour | Premier tour | Second tour | Second tour |
| Candidat                 | Candidat                 | Parti et coalition       | Nuance                   | Voix         | %            | Voix        | %           |
| ------------------------ | ------------------------ | ------------------------ | ------------------------ | ------------ | ------------ | ----------- | ----------- |
|                          | Sandra Delannoy          | RN                       | RN                       | 11 323       | 31,18        | 17 237      | 48,30       |
|                          | Benjamin Saint-Huile     | SE                       | DVG                      | 6 807        | 18,74        | 18 448      | 51,70       |
|                          | Sophie Villette          | PS (NUPES)               | NUP                      | 5 510        | 15,17        |             |             |
|                          | Christophe Di Pompeo     | LREM (ENS)               | ENS                      | 5 455        | 15,02        |             |             |
|                          | Nicolas Leblanc          | LR (UDC)                 | LR                       | 4 246        | 11,69        |             |             |
|                          | Marc Dehondt             | LT-LNÉ (TUPV)            | ECO                      | 1 060        | 2,92         |             |             |
|                          | Jessica Wattiez          | REC                      | REC                      | 1 014        | 2,79         |             |             |
|                          | Marie-Claude Rondeaux    | LO                       | DXG                      | 545          | 1,50         |             |             |
|                          | Irène Safai              | LP (UPF)                 | DSV                      | 355          | 0,98         |             |             |
|                          |                          |                          |                          |              |              |             |             |
| Votes valides            | Votes valides            | Votes valides            | Votes valides            | 36 315       | 98,12        | 35 685      | 94,81       |
| Votes blancs             | Votes blancs             | Votes blancs             | Votes blancs             | 492          | 1,33         | 1 429       | 3,80        |
| Votes nuls               | Votes nuls               | Votes nuls               | Votes nuls               | 204          | 0,55         | 524         | 1,39        |
| Total                    | Total                    | Total                    | Total                    | 37 011       | 100          | 37 638      | 100         |
| Abstention               | Abstention               | Abstention               | Abstention               | 55 309       | 59,91        | 54 707      | 59,24       |
| Inscrits / participation | Inscrits / participation | Inscrits / participation | Inscrits / participation | 92 320       | 40,09        | 92 345      | 40,76       |

#### Quatrième circonscription
Députée sortante : Brigitte Liso (La République en marche)
| Candidat                 | Candidat                 | Parti et coalition       | Nuance                   | Premier tour | Premier tour | Second tour | Second tour |
| Candidat                 | Candidat                 | Parti et coalition       | Nuance                   | Voix         | %            | Voix        | %           |
| ------------------------ | ------------------------ | ------------------------ | ------------------------ | ------------ | ------------ | ----------- | ----------- |
|                          | Brigitte Liso            | LREM (ENS)               | ENS                      | 14 658       | 30,15        | 25 447      | 56,05       |
|                          | Octave Delepierre        | EELV (NUPES)             | NUP                      | 13 440       | 27,65        | 19 952      | 43,95       |
|                          | Patricia Plancke         | RN                       | RN                       | 6 785        | 13,96        |             |             |
|                          | Jacques Houssin          | LR diss.                 | DVD                      | 5 894        | 12,12        |             |             |
|                          | Sébastien Leblanc        | LR (UDC)                 | LR                       | 3 051        | 6,28         |             |             |
|                          | Patrick Jardin           | REC                      | REC                      | 1 849        | 3,80         |             |             |
|                          | Gauthier Boullet         | PA                       | ECO                      | 1 126        | 2,32         |             |             |
|                          | Claire Desbois           | Volt                     | DIV                      | 554          | 1,14         |             |             |
|                          | Frédéric Monteux         | LP (UPF)                 | DSV                      | 540          | 1,11         |             |             |
|                          | Fatima Abdellaoui        | LO                       | DXG                      | 511          | 1,05         |             |             |
|                          | Ewann Gavard             | PP                       | DIV                      | 204          | 0,42         |             |             |
|                          | Georgia Gambirasio       | SE                       | DVC                      | 0            | 0,00         |             |             |
|                          |                          |                          |                          |              |              |             |             |
| Votes valides            | Votes valides            | Votes valides            | Votes valides            | 48 612       | 98,44        | 45 399      | 94,07       |
| Votes blancs             | Votes blancs             | Votes blancs             | Votes blancs             | 547          | 1,11         | 1 966       | 4,07        |
| Votes nuls               | Votes nuls               | Votes nuls               | Votes nuls               | 224          | 0,45         | 898         | 1,86        |
| Total                    | Total                    | Total                    | Total                    | 49 383       | 100          | 48 263      | 100         |
| Abstention               | Abstention               | Abstention               | Abstention               | 52 284       | 51,43        | 53 424      | 52,54       |
| Inscrits / participation | Inscrits / participation | Inscrits / participation | Inscrits / participation | 101 667      | 48,57        | 101 687     | 47,46       |

#### Cinquième circonscription
Député sortant : Sébastien Huyghe (Les Républicains)
| Candidat                 | Candidat                 | Parti et coalition       | Nuance                   | Premier tour | Premier tour | Second tour | Second tour |
| Candidat                 | Candidat                 | Parti et coalition       | Nuance                   | Voix         | %            | Voix        | %           |
| ------------------------ | ------------------------ | ------------------------ | ------------------------ | ------------ | ------------ | ----------- | ----------- |
|                          | Ophélie Delneste         | LFI (NUPES)              | NUP                      | 12 213       | 24,98        | 19 736      | 48,86       |
|                          | Victor Catteau           | RN                       | RN                       | 12 211       | 24,97        | 20 658      | 51,14       |
|                          | Frédéric Cauderlier      | LREM (ENS)               | ENS                      | 12 012       | 24,56        |             |             |
|                          | Sébastien Huyghe         | LR (UDC)                 | LR                       | 8 562        | 17,51        |             |             |
|                          | Manon Stoffel            | PA                       | ECO                      | 1 498        | 3,06         |             |             |
|                          | Hugues Sion              | REC                      | REC                      | 1 196        | 2,45         |             |             |
|                          | Luc Dubois               | LO                       | DXG                      | 619          | 1,27         |             |             |
|                          | Pierrick Dennequin       | LP (UPF)                 | DSV                      | 589          | 1,20         |             |             |
|                          |                          |                          |                          |              |              |             |             |
| Votes valides            | Votes valides            | Votes valides            | Votes valides            | 48 900       | 97,94        | 40 394      | 84,13       |
| Votes blancs             | Votes blancs             | Votes blancs             | Votes blancs             | 797          | 1,60         | 6 052       | 12,60       |
| Votes nuls               | Votes nuls               | Votes nuls               | Votes nuls               | 233          | 0,47         | 1 570       | 3,27        |
| Total                    | Total                    | Total                    | Total                    | 49 930       | 100          | 48 016      | 100         |
| Abstention               | Abstention               | Abstention               | Abstention               | 51 649       | 50,85        | 53 573      | 52,74       |
| Inscrits / participation | Inscrits / participation | Inscrits / participation | Inscrits / participation | 101 579      | 49,15        | 101 589     | 47,26       |

#### Sixième circonscription
Députée sortante : Charlotte Parmentier-Lecocq (La République en marche)
| Candidat                 | Candidat                    | Parti et coalition       | Nuance                   | Premier tour | Premier tour | Second tour | Second tour |
| Candidat                 | Candidat                    | Parti et coalition       | Nuance                   | Voix         | %            | Voix        | %           |
| ------------------------ | --------------------------- | ------------------------ | ------------------------ | ------------ | ------------ | ----------- | ----------- |
|                          | Charlotte Parmentier-Lecocq | LREM (ENS)               | ENS                      | 16 307       | 33,60        | 27 387      | 63,07       |
|                          | Célia Pereira               | LFI (NUPES)              | NUP                      | 9 679        | 19,94        | 16 037      | 36,93       |
|                          | Virginie Fenain             | RN                       | RN                       | 9 614        | 19,81        |             |             |
|                          | Luc Foutry                  | LR (UDC)                 | LR                       | 6 876        | 14,17        |             |             |
|                          | André Demeester             | REC                      | REC                      | 1 682        | 3,47         |             |             |
|                          | Maryse Faber-Rossi          | PRG                      | RDG                      | 1 269        | 2,61         |             |             |
|                          | Vanessa Labre               | PA                       | ECO                      | 1 260        | 2,60         |             |             |
|                          | Thierry Rolland             | LMR                      | DVD                      | 1 011        | 2,08         |             |             |
|                          | Delphine Leleu              | LP (UPF)                 | DSV                      | 448          | 0,92         |             |             |
|                          | Frédéric Barrez             | LO                       | DXG                      | 388          | 0,80         |             |             |
|                          |                             |                          |                          |              |              |             |             |
| Votes valides            | Votes valides               | Votes valides            | Votes valides            | 48 534       | 98,29        | 43 424      | 91,69       |
| Votes blancs             | Votes blancs                | Votes blancs             | Votes blancs             | 622          | 1,26         | 2 679       | 5,66        |
| Votes nuls               | Votes nuls                  | Votes nuls               | Votes nuls               | 223          | 0,45         | 1 256       | 2,65        |
| Total                    | Total                       | Total                    | Total                    | 49 379       | 100          | 47 359      | 100         |
| Abstention               | Abstention                  | Abstention               | Abstention               | 44 317       | 47,30        | 46 356      | 49,46       |
| Inscrits / participation | Inscrits / participation    | Inscrits / participation | Inscrits / participation | 93 696       | 52,70        | 93 715      | 50,54       |

#### Septième circonscription
Députée sortante : Valérie Six (Union des démocrates et indépendants)
| Candidat                 | Candidat                  | Parti et coalition       | Nuance                   | Premier tour | Premier tour | Second tour | Second tour |
| Candidat                 | Candidat                  | Parti et coalition       | Nuance                   | Voix         | %            | Voix        | %           |
| ------------------------ | ------------------------- | ------------------------ | ------------------------ | ------------ | ------------ | ----------- | ----------- |
|                          | Félicie Gérard            | H (ENS)                  | ENS                      | 8 596        | 26,77        | 16 600      | 55,47       |
|                          | Karima Chouia             | EELV (NUPES)             | NUP                      | 8 483        | 26,41        | 13 324      | 44,53       |
|                          | Valérie Six               | UDI (UDC)                | UDI                      | 5 758        | 17,93        |             |             |
|                          | Jean-Sébastien Willem     | RN                       | RN                       | 5 141        | 16,01        |             |             |
|                          | Mathilde Leconte Duchange | REC                      | REC                      | 1 311        | 4,08         |             |             |
|                          | Nelly Savio               | UCE (ÉMP)                | DVC                      | 1 241        | 3,86         |             |             |
|                          | Jeyan Bichon              | PA                       | ECO                      | 678          | 2,11         |             |             |
|                          | Nicolas Schuurmann        | LO                       | DXG                      | 481          | 1,50         |             |             |
|                          | Charlotte Houcke          | LP (UPF)                 | DSV                      | 427          | 1,33         |             |             |
|                          |                           |                          |                          |              |              |             |             |
| Votes valides            | Votes valides             | Votes valides            | Votes valides            | 32 116       | 98,45        | 29 924      | 93,32       |
| Votes blancs             | Votes blancs              | Votes blancs             | Votes blancs             | 353          | 1,08         | 1 521       | 4,74        |
| Votes nuls               | Votes nuls                | Votes nuls               | Votes nuls               | 154          | 0,47         | 620         | 1,93        |
| Total                    | Total                     | Total                    | Total                    | 32 623       | 100          | 32 065      | 100         |
| Abstention               | Abstention                | Abstention               | Abstention               | 40 974       | 55,67        | 41 554      | 56,44       |
| Inscrits / participation | Inscrits / participation  | Inscrits / participation | Inscrits / participation | 73 597       | 44,33        | 73 619      | 43,56       |

#### Huitième circonscription
Députée sortante : Catherine Osson (La République en marche - Territoires de progrès)
| Candidat                 | Candidat                 | Parti et coalition       | Nuance                   | Premier tour | Premier tour | Second tour | Second tour |
| Candidat                 | Candidat                 | Parti et coalition       | Nuance                   | Voix         | %            | Voix        | %           |
| ------------------------ | ------------------------ | ------------------------ | ------------------------ | ------------ | ------------ | ----------- | ----------- |
|                          | David Guiraud            | LFI (NUPES)              | NUP                      | 8 684        | 39,83        | 12 585      | 59,94       |
|                          | Catherine Osson,         | LREM - TdP (ENS)         | ENS                      | 5 267        | 24,16        | 8 412       | 40,06       |
|                          | Rachida Sahraoui         | RN                       | RN                       | 4 346        | 19,93        |             |             |
|                          | Amine Elbahi             | LR (UDC)                 | LR                       | 1 264        | 5,80         |             |             |
|                          | Lisa Verlande            | REC                      | REC                      | 692          | 3,17         |             |             |
|                          | Christian Vermeersch     | PA                       | ECO                      | 551          | 2,53         |             |             |
|                          | Françoise Delbarre       | LO                       | DXG                      | 469          | 2,15         |             |             |
|                          | Maël Camerlynck          | DLF (UPF)                | DSV                      | 388          | 1,78         |             |             |
|                          | Aymeric Paco             | LREM diss.               | DVC                      | 91           | 0,42         |             |             |
|                          | Samuel Tandonnet         | PP                       | DIV                      | 53           | 0,24         |             |             |
|                          |                          |                          |                          |              |              |             |             |
| Votes valides            | Votes valides            | Votes valides            | Votes valides            | 21 805       | 97,50        | 20 997      | 94,29       |
| Votes blancs             | Votes blancs             | Votes blancs             | Votes blancs             | 387          | 1,73         | 899         | 4,04        |
| Votes nuls               | Votes nuls               | Votes nuls               | Votes nuls               | 171          | 0,76         | 372         | 1,67        |
| Total                    | Total                    | Total                    | Total                    | 22 363       | 100          | 22 268      | 100         |
| Abstention               | Abstention               | Abstention               | Abstention               | 46 222       | 67,39        | 46 348      | 67,55       |
| Inscrits / participation | Inscrits / participation | Inscrits / participation | Inscrits / participation | 68 585       | 32,61        | 68 616      | 32,45       |

#### Neuvième circonscription
Députée sortante : Valérie Petit (Horizons)
| Candidat                 | Candidat                 | Parti                    | Nuance                   | Premier tour | Premier tour | Second tour | Second tour |
| Candidat                 | Candidat                 | Parti                    | Nuance                   | Voix         | %            | Voix        | %           |
| ------------------------ | ------------------------ | ------------------------ | ------------------------ | ------------ | ------------ | ----------- | ----------- |
|                          | Violette Spillebout      | LREM (ENS)               | ENS                      | 13 889       | 31,92        | 23 990      | 59,10       |
|                          | Odile Vidal-Sagnier      | EELV (NUPES)             | NUP                      | 11 841       | 27,22        | 16 602      | 40,90       |
|                          | Nicolas Papiachvili      | LR (UDC)                 | LR                       | 8 897        | 20,45        |             |             |
|                          | Christine Landru         | LAF - RN                 | RN                       | 4 190        | 9,63         |             |             |
|                          | Sylvie Goddyn            | REC                      | REC                      | 1 904        | 4,38         |             |             |
|                          | Éric Galéra,             | Volt                     | DIV                      | 934          | 2,15         |             |             |
|                          | Laurent Leturque         | PA                       | ECO                      | 933          | 2,14         |             |             |
|                          | Carla Clavel             | LP (UPF)                 | DSV                      | 505          | 1,16         |             |             |
|                          | Chantal Sarazin          | LO                       | DXG                      | 415          | 0,95         |             |             |
|                          |                          |                          |                          |              |              |             |             |
| Votes valides            | Votes valides            | Votes valides            | Votes valides            | 43 508       | 98,68        | 40 592      | 94,36       |
| Votes blancs             | Votes blancs             | Votes blancs             | Votes blancs             | 433          | 0,98         | 1 733       | 4,03        |
| Votes nuls               | Votes nuls               | Votes nuls               | Votes nuls               | 148          | 0,34         | 692         | 1,61        |
| Total                    | Total                    | Total                    | Total                    | 44 089       | 100          | 43 017      | 100         |
| Abstention               | Abstention               | Abstention               | Abstention               | 48 253       | 52,25        | 49 343      | 53,42       |
| Inscrits / participation | Inscrits / participation | Inscrits / participation | Inscrits / participation | 92 342       | 47,75        | 92 360      | 46,58       |

#### Dixième circonscription
Député sortant : Vincent Ledoux (Agir). Il se représente en tant que suppléant du ministre de l'Intérieur Gérald Darmanin (La République en marche).
| Candidat                 | Candidat                 | Parti et coalition       | Nuance                   | Premier tour | Premier tour | Second tour | Second tour |
| Candidat                 | Candidat                 | Parti et coalition       | Nuance                   | Voix         | %            | Voix        | %           |
| ------------------------ | ------------------------ | ------------------------ | ------------------------ | ------------ | ------------ | ----------- | ----------- |
|                          | Gérald Darmanin          | LREM (ENS)               | ENS                      | 11 950       | 39,08        | 16 193      | 57,52       |
|                          | Leslie Mortreux          | REV (NUPES)              | NUP                      | 7 059        | 23,08        | 11 957      | 42,48       |
|                          | Mélanie d'Hont           | RN                       | RN                       | 6 709        | 21,94        |             |             |
|                          | Louis Bleuzé             | REC                      | REC                      | 1 035        | 3,38         |             |             |
|                          | Jérôme Garcia            | LR (UDC)                 | LR                       | 934          | 3,05         |             |             |
|                          | Oueb Leuchi              | EAC                      | ECO                      | 915          | 2,99         |             |             |
|                          | Romain Van Gansen        | PA                       | ECO                      | 794          | 2,60         |             |             |
|                          | Christophe Charlon       | LO                       | DXG                      | 483          | 1,58         |             |             |
|                          | Valérie Dumortier        | LP (UPF)                 | DSV                      | 390          | 1,28         |             |             |
|                          | Marcelin Brazon          | RES                      | DVD                      | 310          | 1,01         |             |             |
|                          |                          |                          |                          |              |              |             |             |
| Votes valides            | Votes valides            | Votes valides            | Votes valides            | 30 579       | 97,83        | 28 150      | 92,95       |
| Votes blancs             | Votes blancs             | Votes blancs             | Votes blancs             | 501          | 1,60         | 1 476       | 4,87        |
| Votes nuls               | Votes nuls               | Votes nuls               | Votes nuls               | 177          | 0,57         | 659         | 2,18        |
| Total                    | Total                    | Total                    | Total                    | 31 257       | 100          | 30 285      | 100         |
| Abstention               | Abstention               | Abstention               | Abstention               | 50 965       | 61,98        | 51 965      | 63,18       |
| Inscrits / participation | Inscrits / participation | Inscrits / participation | Inscrits / participation | 82 222       | 38,02        | 82 250      | 36,82       |

#### Onzième circonscription
Députée sortante : Florence Morlighem (La République en marche), élue en 2017 en tant que suppléante de Laurent Pietraszewski (La République en marche).
| Candidat                 | Candidat                 | Parti et coalition       | Nuance                   | Premier tour | Premier tour | Second tour | Second tour |
| Candidat                 | Candidat                 | Parti et coalition       | Nuance                   | Voix         | %            | Voix        | %           |
| ------------------------ | ------------------------ | ------------------------ | ------------------------ | ------------ | ------------ | ----------- | ----------- |
|                          | Roger Vicot              | PS (NUPES)               | NUP                      | 15 178       | 35,43        | 22 143      | 56,27       |
|                          | Laurent Pietraszewski    | LREM (ENS)               | ENS                      | 10 953       | 25,57        | 17 210      | 43,73       |
|                          | Maxime Moulin            | RN                       | RN                       | 7 355        | 17,17        |             |             |
|                          | Michel Plouy             | LR (UDC)                 | LR                       | 3 765        | 8,79         |             |             |
|                          | Priscilla Cherpin        | LT-LNÉ (TUPV)            | ECO                      | 1 935        | 4,52         |             |             |
|                          | Eddy Casterman           | REC                      | REC                      | 1 438        | 3,36         |             |             |
|                          | Sophie Goudenhooft       | PA                       | ECO                      | 984          | 2,30         |             |             |
|                          | Carole Bailleul          | LO                       | DXG                      | 590          | 1,38         |             |             |
|                          | Pascale Gollet-Muret     | LP (UPF)                 | DSV                      | 403          | 0,94         |             |             |
|                          | Sébastien Fiey           | LMR                      | DVD                      | 236          | 0,55         |             |             |
|                          |                          |                          |                          |              |              |             |             |
| Votes valides            | Votes valides            | Votes valides            | Votes valides            | 42 837       | 98,34        | 39 353      | 93,32       |
| Votes blancs             | Votes blancs             | Votes blancs             | Votes blancs             | 490          | 1,12         | 1 826       | 4,33        |
| Votes nuls               | Votes nuls               | Votes nuls               | Votes nuls               | 233          | 0,53         | 991         | 2,35        |
| Total                    | Total                    | Total                    | Total                    | 43 560       | 100          | 42 170      | 100         |
| Abstention               | Abstention               | Abstention               | Abstention               | 50 851       | 53,86        | 52 275      | 55,35       |
| Inscrits / participation | Inscrits / participation | Inscrits / participation | Inscrits / participation | 94 411       | 46,14        | 94 445      | 44,65       |

#### Douzième circonscription
Députée sortante : Anne-Laure Cattelot (La République en marche)
| Candidat                 | Candidat                 | Parti et coalition       | Nuance                   | Premier tour | Premier tour | Second tour | Second tour |
| Candidat                 | Candidat                 | Parti et coalition       | Nuance                   | Voix         | %            | Voix        | %           |
| ------------------------ | ------------------------ | ------------------------ | ------------------------ | ------------ | ------------ | ----------- | ----------- |
|                          | Michaël Taverne          | LAF - RN                 | RN                       | 13 727       | 33,91        | 20 415      | 52,82       |
|                          | Anne-Laure Cattelot      | LREM (ENS)               | ENS                      | 11 055       | 27,31        | 18 235      | 47,18       |
|                          | Malik Yahiatène          | LFI (NUPES)              | NUP                      | 7 945        | 19,63        |             |             |
|                          | Claude Dupont            | LR (UDC)                 | LR                       | 3 268        | 8,07         |             |             |
|                          | Simon Flahaut            | REC                      | REC                      | 1 543        | 3,81         |             |             |
|                          | Grégory Pamart           | SE                       | DIV                      | 1 125        | 2,78         |             |             |
|                          | Ludovic Lussiez          | RES                      | DVD                      | 821          | 2,03         |             |             |
|                          | Laurent Lehrhaupt        | LO                       | DXG                      | 590          | 1,46         |             |             |
|                          | Geoffrey Denis           | LP (UPF)                 | DSV                      | 402          | 0,99         |             |             |
|                          |                          |                          |                          |              |              |             |             |
| Votes valides            | Votes valides            | Votes valides            | Votes valides            | 40 476       | 97,77        | 38 650      | 93,67       |
| Votes blancs             | Votes blancs             | Votes blancs             | Votes blancs             | 688          | 1,66         | 1 861       | 4,51        |
| Votes nuls               | Votes nuls               | Votes nuls               | Votes nuls               | 236          | 0,57         | 751         | 1,82        |
| Total                    | Total                    | Total                    | Total                    | 41 400       | 100          | 41 262      | 100         |
| Abstention               | Abstention               | Abstention               | Abstention               | 51 696       | 55,53        | 51 849      | 55,69       |
| Inscrits / participation | Inscrits / participation | Inscrits / participation | Inscrits / participation | 93 096       | 44,47        | 93 111      | 44,31       |

#### Treizième circonscription
Député sortant : Christian Hutin (Mouvement des citoyens). L'ancien maire de Saint-Pol-sur-Mer ne se représente pas.
| Candidat                 | Candidat                 | Parti et coalition       | Nuance                   | Premier tour | Premier tour | Second tour | Second tour |
| Candidat                 | Candidat                 | Parti et coalition       | Nuance                   | Voix         | %            | Voix        | %           |
| ------------------------ | ------------------------ | ------------------------ | ------------------------ | ------------ | ------------ | ----------- | ----------- |
|                          | Christine Decodts        | app. LREM (ENS)          | ENS                      | 11 317       | 32,56        | 16 524      | 52,37       |
|                          | Yohann Duval             | RN                       | RN                       | 10 506       | 30,23        | 15 029      | 47,63       |
|                          | Damien Lacroix           | LFI (NUPES)              | NUP                      | 8 394        | 24,15        |             |             |
|                          | Véronique de Miribel     | LR (UDC)                 | LR                       | 1 390        | 4,00         |             |             |
|                          | Eugénie Madeleine        | REC                      | REC                      | 1 056        | 3,04         |             |             |
|                          | Alexis Peltier           | PA                       | ECO                      | 950          | 2,73         |             |             |
|                          | Clément Bézine           | LO                       | DXG                      | 698          | 2,01         |             |             |
|                          | Maëva Menneboo           | EPL                      | DIV                      | 443          | 1,27         |             |             |
|                          |                          |                          |                          |              |              |             |             |
| Votes valides            | Votes valides            | Votes valides            | Votes valides            | 34 754       | 97,04        | 31 553      | 92,86       |
| Votes blancs             | Votes blancs             | Votes blancs             | Votes blancs             | 805          | 2,25         | 1 822       | 5,37        |
| Votes nuls               | Votes nuls               | Votes nuls               | Votes nuls               | 245          | 0,71         | 602         | 1,77        |
| Total                    | Total                    | Total                    | Total                    | 35 804       | 100          | 33 977      | 100         |
| Abstention               | Abstention               | Abstention               | Abstention               | 51 187       | 58,88        | 53 037      | 60,95       |
| Inscrits / participation | Inscrits / participation | Inscrits / participation | Inscrits / participation | 86 991       | 41,11        | 87 014      | 39,05       |

#### Quatorzième circonscription
Député sortant : Paul Christophe (Agir - Horizons)
| Candidat                 | Candidat                 | Parti et coalition       | Nuance                   | Premier tour | Premier tour | Second tour | Second tour |
| Candidat                 | Candidat                 | Parti et coalition       | Nuance                   | Voix         | %            | Voix        | %           |
| ------------------------ | ------------------------ | ------------------------ | ------------------------ | ------------ | ------------ | ----------- | ----------- |
|                          | Paul Christophe,         | Agir - H (ENS)           | ENS                      | 15 582       | 33,75        | 22 916      | 53,21       |
|                          | Pierrette Cuvelier       | RN                       | RN                       | 13 032       | 28,23        | 20 155      | 46,79       |
|                          | Philippine Heyman        | LFI (NUPES)              | NUP                      | 7 861        | 17,03        |             |             |
|                          | Frédéric Devos           | LR (UDC)                 | LR                       | 4 931        | 10,68        |             |             |
|                          | Eric Maerten             | REC                      | REC                      | 1 809        | 3,92         |             |             |
|                          | Frédéric Béague          | PA                       | ECO                      | 1 349        | 2,92         |             |             |
|                          | Sandrine Desrayaud       | LO                       | DXG                      | 623          | 1,35         |             |             |
|                          | Pierre Gonzalez          | SE (FGR)                 | DVG                      | 527          | 1,14         |             |             |
|                          | Guillaume Lévecq         | DLF (UPF)                | DSV                      | 455          | 0,99         |             |             |
|                          |                          |                          |                          |              |              |             |             |
| Votes valides            | Votes valides            | Votes valides            | Votes valides            | 46 169       | 97,37        | 43 071      | 93,46       |
| Votes blancs             | Votes blancs             | Votes blancs             | Votes blancs             | 890          | 1,88         | 2 134       | 4,63        |
| Votes nuls               | Votes nuls               | Votes nuls               | Votes nuls               | 359          | 0,76         | 878         | 1,91        |
| Total                    | Total                    | Total                    | Total                    | 47 418       | 100          | 46 083      | 100         |
| Abstention               | Abstention               | Abstention               | Abstention               | 51 986       | 52,30        | 53 339      | 53,65       |
| Inscrits / participation | Inscrits / participation | Inscrits / participation | Inscrits / participation | 99 404       | 47,70        | 99 422      | 46,35       |

#### Quinzième circonscription
Députée sortante : Jennifer De Temmerman (Indépendante soutien de l'union de la gauche, élue avec l'étiquette La République en marche en 2017)
| Candidat                 | Candidat                 | Parti et coalition       | Nuance                   | Premier tour | Premier tour | Second tour | Second tour |
| Candidat                 | Candidat                 | Parti et coalition       | Nuance                   | Voix         | %            | Voix        | %           |
| ------------------------ | ------------------------ | ------------------------ | ------------------------ | ------------ | ------------ | ----------- | ----------- |
|                          | Pierrick Berteloot       | RN                       | RN                       | 12 133       | 26,42        | 21 367      | 54,09       |
|                          | Émilie Ducourant         | EELV (NUPES)             | NUP                      | 9 200        | 20,03        | 18 134      | 45,91       |
|                          | Claude Nicolet           | RR (ENS)                 | ENS                      | 8 084        | 17,60        |             |             |
|                          | Stéphane Dieusaert       | UDI (UDC)                | LR                       | 4 910        | 10,69        |             |             |
|                          | Jérôme Darques,          | H diss.                  | DVD                      | 2 540        | 5,53         |             |             |
|                          | Caroline Landtsheere     | LR diss.                 | DVD                      | 1 451        | 3,16         |             |             |
|                          | Stéphane Ledez           | LREM diss.               | DVC                      | 1 373        | 2,99         |             |             |
|                          | Marc Deneuche            | SE                       | DVC                      | 1 165        | 2,54         |             |             |
|                          | Aurélie Leleu            | REC                      | REC                      | 1 155        | 2,52         |             |             |
|                          | Joël Duyck,              | LR diss.                 | DVD                      | 1 088        | 2,37         |             |             |
|                          | Gaétan Lamérant          | PA                       | ECO                      | 989          | 2,15         |             |             |
|                          | Anne Abadie              | LMR                      | DVD                      | 733          | 1,60         |             |             |
|                          | Benjamin Dubiez          | LO                       | DXG                      | 624          | 1,36         |             |             |
|                          | Anne-Lise Perche         | DLF (UPF)                | DSV                      | 478          | 1,04         |             |             |
|                          |                          |                          |                          |              |              |             |             |
| Votes valides            | Votes valides            | Votes valides            | Votes valides            | 45 923       | 97,19        | 39 501      | 85,88       |
| Votes blancs             | Votes blancs             | Votes blancs             | Votes blancs             | 938          | 1,99         | 4 775       | 10,38       |
| Votes nuls               | Votes nuls               | Votes nuls               | Votes nuls               | 388          | 0,82         | 1 719       | 3,74        |
| Total                    | Total                    | Total                    | Total                    | 47 249       | 100          | 45 995      | 100         |
| Abstention               | Abstention               | Abstention               | Abstention               | 50 543       | 51,68        | 51 821      | 52,98       |
| Inscrits / participation | Inscrits / participation | Inscrits / participation | Inscrits / participation | 97 792       | 48,32        | 97 816      | 47,02       |

#### Seizième circonscription
Député sortant : Alain Bruneel (Parti communiste français)
| Candidat                 | Candidat                 | Parti et coalition       | Nuance                   | Premier tour | Premier tour | Second tour | Second tour |
| Candidat                 | Candidat                 | Parti et coalition       | Nuance                   | Voix         | %            | Voix        | %           |
| ------------------------ | ------------------------ | ------------------------ | ------------------------ | ------------ | ------------ | ----------- | ----------- |
|                          | Matthieu Marchio         | RN                       | RN                       | 12 416       | 35,86        | 16 322      | 50,35       |
|                          | Alain Bruneel            | PCF (NUPES)              | NUP                      | 11 632       | 33,59        | 16 097      | 49,65       |
|                          | Chantal Rybak            | MoDem (ENS)              | ENS                      | 5 245        | 15,15        |             |             |
|                          | Mady Dorchies            | LR (UDC)                 | LR                       | 1 838        | 5,31         |             |             |
|                          | Tanneguy Adriencense     | REC                      | REC                      | 990          | 2,86         |             |             |
|                          | Delphine Zagacki         | PRG                      | RDG                      | 967          | 2,79         |             |             |
|                          | Antoine Stathoulias      | PA                       | ECO                      | 962          | 2,78         |             |             |
|                          | Éric Pecqueur            | LO                       | DXG                      | 577          | 1,67         |             |             |
|                          |                          |                          |                          |              |              |             |             |
| Votes valides            | Votes valides            | Votes valides            | Votes valides            | 34 627       | 97,82        | 32 419      | 92,22       |
| Votes blancs             | Votes blancs             | Votes blancs             | Votes blancs             | 567          | 1,60         | 2 027       | 5,77        |
| Votes nuls               | Votes nuls               | Votes nuls               | Votes nuls               | 203          | 0,57         | 707         | 2,01        |
| Total                    | Total                    | Total                    | Total                    | 35 397       | 100          | 35 153      | 100         |
| Abstention               | Abstention               | Abstention               | Abstention               | 48 329       | 57,72        | 48 582      | 58,02       |
| Inscrits / participation | Inscrits / participation | Inscrits / participation | Inscrits / participation | 83 726       | 42,28        | 83 735      | 41,98       |

#### Dix-septième circonscription
Député sortant : Dimitri Houbron (Horizons - Agir)
| Candidat                 | Candidat                 | Parti et coalition       | Nuance                   | Premier tour | Premier tour | Second tour | Second tour |
| Candidat                 | Candidat                 | Parti et coalition       | Nuance                   | Voix         | %            | Voix        | %           |
| ------------------------ | ------------------------ | ------------------------ | ------------------------ | ------------ | ------------ | ----------- | ----------- |
|                          | Thibaut François         | RN                       | RN                       | 10 414       | 32,91        | 15 408      | 53,57       |
|                          | Dimitri Houbron,         | H - Agir (ENS)           | ENS                      | 7 636        | 24,13        | 13 354      | 46,43       |
|                          | Cyril Grandin            | LFI (NUPES)              | NUP                      | 7 250        | 22,91        |             |             |
|                          | Romain Boulant           | UDI (UDC)                | UDI                      | 1 688        | 5,33         |             |             |
|                          | Valérie Norreel          | MC                       | REC                      | 966          | 3,05         |             |             |
|                          | Isabelle Maman           | EAC                      | ECO                      | 841          | 2,66         |             |             |
|                          | Marion T'Hooft           | PRG                      | RDG                      | 661          | 2,09         |             |             |
|                          | Thibault Bruni           | LP (UPF)                 | DSV                      | 586          | 1,85         |             |             |
|                          | Cédric Fluckiger         | LO                       | DXG                      | 475          | 1,50         |             |             |
|                          | Christian Delannoy       | POID                     | DXG                      | 468          | 1,48         |             |             |
|                          | Jean-Luc Frydman         | SE                       | DIV                      | 438          | 1,39         |             |             |
|                          | Dominique Garaud         | LMR                      | DVD                      | 219          | 0,69         |             |             |
|                          |                          |                          |                          |              |              |             |             |
| Votes valides            | Votes valides            | Votes valides            | Votes valides            | 31 642       | 97,65        | 28 762      | 92,14       |
| Votes blancs             | Votes blancs             | Votes blancs             | Votes blancs             | 573          | 1,77         | 1 816       | 5,82        |
| Votes nuls               | Votes nuls               | Votes nuls               | Votes nuls               | 187          | 0,58         | 637         | 2,04        |
| Total                    | Total                    | Total                    | Total                    | 32 402       | 100          | 31 215      | 100         |
| Abstention               | Abstention               | Abstention               | Abstention               | 41 250       | 56,01        | 42 449      | 57,63       |
| Inscrits / participation | Inscrits / participation | Inscrits / participation | Inscrits / participation | 73 652       | 43,99        | 73 664      | 42,37       |

#### Dix-huitième circonscription
Député sortant : Guy Bricout (Union des démocrates et indépendants)
| Candidat                 | Candidat                 | Parti et coalition       | Nuance                   | Premier tour | Premier tour | Second tour | Second tour |
| Candidat                 | Candidat                 | Parti et coalition       | Nuance                   | Voix         | %            | Voix        | %           |
| ------------------------ | ------------------------ | ------------------------ | ------------------------ | ------------ | ------------ | ----------- | ----------- |
|                          | Mélanie Disdier          | RN                       | RN                       | 12 074       | 29,86        | 18 768      | 49,42       |
|                          | Guy Bricout              | UDI (UDC)                | UDI                      | 8 835        | 21,85        | 19 211      | 50,58       |
|                          | Stéphanie Maréchal       | LFI (NUPES)              | NUP                      | 6 207        | 15,35        |             |             |
|                          | Pierre-Antoine Villain   | UDI diss.                | DVD                      | 5 390        | 13,33        |             |             |
|                          | Philippe Loyez           | LREM (ENS)               | ENS                      | 4 980        | 12,32        |             |             |
|                          | Gérard Philippe          | REC                      | REC                      | 1 329        | 3,29         |             |             |
|                          | Aurélien Dolay           | PA                       | ECO                      | 1 021        | 2,53         |             |             |
|                          | Nadine Reynaert          | LO                       | DXG                      | 593          | 1,47         |             |             |
|                          |                          |                          |                          |              |              |             |             |
| Votes valides            | Votes valides            | Votes valides            | Votes valides            | 40 429       | 98,22        | 37 979      | 94,70       |
| Votes blancs             | Votes blancs             | Votes blancs             | Votes blancs             | 544          | 1,32         | 1 539       | 3,84        |
| Votes nuls               | Votes nuls               | Votes nuls               | Votes nuls               | 190          | 0,46         | 585         | 1,46        |
| Total                    | Total                    | Total                    | Total                    | 41 163       | 100          | 40 103      | 100         |
| Abstention               | Abstention               | Abstention               | Abstention               | 49 941       | 54,82        | 51 013      | 55,99       |
| Inscrits / participation | Inscrits / participation | Inscrits / participation | Inscrits / participation | 91 104       | 45,18        | 91 116      | 44,01       |

#### Dix-neuvième circonscription
Député sortant : Sébastien Chenu (Rassemblement national)
| Candidat                 | Candidat                 | Parti et coalition       | Nuance                   | Premier tour | Premier tour | Second tour | Second tour |
| Candidat                 | Candidat                 | Parti et coalition       | Nuance                   | Voix         | %            | Voix        | %           |
| ------------------------ | ------------------------ | ------------------------ | ------------------------ | ------------ | ------------ | ----------- | ----------- |
|                          | Sébastien Chenu          | RN                       | RN                       | 14 758       | 44,36        | 17 451      | 57,15       |
|                          | Patrick Soloch           | PCF (NUPES)              | NUP                      | 8 532        | 25,63        | 13 085      | 42,85       |
|                          | Emmanuel Cherrier        | LREM (ENS)               | ENS                      | 5 839        | 17,55        |             |             |
|                          | Bruno Raczkiewicz        | UDI (UDC)                | UDI                      | 1 106        | 3,32         |             |             |
|                          | Vincent Duquenne         | PA                       | ECO                      | 971          | 2,92         |             |             |
|                          | Christine Troia          | CNIP                     | REC                      | 813          | 2,44         |             |             |
|                          | Cécile Bourlet           | LO                       | DXG                      | 672          | 2,02         |             |             |
|                          | Djemi Drici              | SE                       | DVC                      | 585          | 1,76         |             |             |
|                          |                          |                          |                          |              |              |             |             |
| Votes valides            | Votes valides            | Votes valides            | Votes valides            | 33 276       | 97,93        | 30 536      | 92,47       |
| Votes blancs             | Votes blancs             | Votes blancs             | Votes blancs             | 488          | 1,44         | 1 796       | 5,44        |
| Votes nuls               | Votes nuls               | Votes nuls               | Votes nuls               | 217          | 0,64         | 691         | 2,09        |
| Total                    | Total                    | Total                    | Total                    | 33 981       | 100          | 33 023      | 100         |
| Abstention               | Abstention               | Abstention               | Abstention               | 46 376       | 57,71        | 47 341      | 58,91       |
| Inscrits / participation | Inscrits / participation | Inscrits / participation | Inscrits / participation | 80 357       | 42,29        | 80 364      | 41,09       |

#### Vingtième circonscription
Député sortant : Fabien Roussel (Parti communiste français)
| Candidat                 | Candidat                 | Parti et coalition       | Nuance                   | Premier tour | Premier tour | Second tour | Second tour |
| Candidat                 | Candidat                 | Parti et coalition       | Nuance                   | Voix         | %            | Voix        | %           |
| ------------------------ | ------------------------ | ------------------------ | ------------------------ | ------------ | ------------ | ----------- | ----------- |
|                          | Fabien Roussel           | PCF (NUPES)              | NUP                      | 10 819       | 34,13        | 16 439      | 54,50       |
|                          | Guillaume Florquin       | RN                       | RN                       | 10 334       | 32,64        | 13 725      | 45,50       |
|                          | Delphine Alexandre       | LREM (ENS)               | ENS                      | 4 654        | 14,69        |             |             |
|                          | Eric Renaud              | LFI diss.                | DVG                      | 2 757        | 8,70         |             |             |
|                          | Béatrice Lasserre        | REC                      | REC                      | 1 011        | 3,19         |             |             |
|                          | Rudy Patel               | PA                       | ECO                      | 960          | 3,04         |             |             |
|                          | Monique Huon             | LMR                      | DVD                      | 525          | 1,66         |             |             |
|                          | Bruno Duquesne           | PRG                      | RDG                      | 382          | 1,21         |             |             |
|                          | Dimitri Mozdzierz        | LO                       | DXG                      | 237          | 0,75         |             |             |
|                          |                          |                          |                          |              |              |             |             |
| Votes valides            | Votes valides            | Votes valides            | Votes valides            | 31 679       | 98,08        | 30 164      | 93,70       |
| Votes blancs             | Votes blancs             | Votes blancs             | Votes blancs             | 451          | 1,40         | 1 509       | 4,69        |
| Votes nuls               | Votes nuls               | Votes nuls               | Votes nuls               | 168          | 0,52         | 518         | 1,61        |
| Total                    | Total                    | Total                    | Total                    | 32 298       | 100          | 32 191      | 100         |
| Abstention               | Abstention               | Abstention               | Abstention               | 49 220       | 60,38        | 49 337      | 60,52       |
| Inscrits / participation | Inscrits / participation | Inscrits / participation | Inscrits / participation | 81 518       | 39,62        | 81 528      | 39,48       |

#### Vingt-et-unième circonscription
Députée sortante : Béatrice Descamps (Union des démocrates et indépendants). Elle est également investie par le Parti radical pour cette élection.
| Candidat                 | Candidat                 | Parti et coalition       | Nuance                   | Premier tour | Premier tour | Second tour | Second tour |
| Candidat                 | Candidat                 | Parti et coalition       | Nuance                   | Voix         | %            | Voix        | %           |
| ------------------------ | ------------------------ | ------------------------ | ------------------------ | ------------ | ------------ | ----------- | ----------- |
|                          | Béatrice Descamps,       | UDI - PRV (UDC)          | DVD                      | 11 769       | 35,43        | 17 199      | 57,12       |
|                          | Océane Valentin          | RN                       | RN                       | 9 508        | 28,62        | 12 909      | 42,88       |
|                          | Luce Troadec             | LFI (NUPES)              | NUP                      | 7 798        | 23,48        |             |             |
|                          | Laurent Lasselin         | SE                       | DVD                      | 1 091        | 3,29         |             |             |
|                          | Corinne Lairé            | REC                      | REC                      | 1 089        | 3,28         |             |             |
|                          | Ludovic Aubry            | PA                       | ECO                      | 1 046        | 3,15         |             |             |
|                          | Édith Weisshaupt         | LO                       | DXG                      | 525          | 1,58         |             |             |
|                          | Élisabeth Serralta       | LP (UPF)                 | DSV                      | 390          | 1,17         |             |             |
|                          |                          |                          |                          |              |              |             |             |
| Votes valides            | Votes valides            | Votes valides            | Votes valides            | 33 216       | 97,82        | 30 108      | 93,79       |
| Votes blancs             | Votes blancs             | Votes blancs             | Votes blancs             | 540          | 1,59         | 1 485       | 4,63        |
| Votes nuls               | Votes nuls               | Votes nuls               | Votes nuls               | 200          | 0,59         | 507         | 1,58        |
| Total                    | Total                    | Total                    | Total                    | 33 956       | 100          | 32 100      | 100         |
| Abstention               | Abstention               | Abstention               | Abstention               | 47 110       | 58,11        | 48 973      | 60,41       |
| Inscrits / participation | Inscrits / participation | Inscrits / participation | Inscrits / participation | 81 066       | 41,89        | 81 073      | 39,59       |